# 白水江
白水江是中国甘肃境内长江流域的一条河流，汇入白龙江，属于嘉陵江水系。河长287千米，流域面积8316平方千米，多年平均流量111立方米每秒。自然落差2958米。水能理论蕴藏量34万千瓦。
1978年在流域设立白水江国家级自然保护区，主要保护物种为大熊猫，以及珙桐等濒危野生动植物。总面积1838km2，其中核心区902km2，缓冲区261km2，试验区675km2。